# Ayrton Baffa
Ayrton Baffa (Rio de Janeiro, 17 de outubro de 1934 — Rio de Janeiro, 23 de julho de 2011) foi um jornalista e escritor brasileiro.
Baffa foi vencedor de dois prêmios Esso e um prêmio Vladimir Herzog de Anistia e Direitos Humanos.

## Carreira
Jornalista, diretor de jornal e escritor, escreveu sete livros, entre eles: "Nos Porões do SNI" e "Sol para os Mortos". Em 1983 ganhou o Prêmio Esso na categoria Informação Econômica, pela reportagem O Escândalo da Capemi e, em 1988, ganhou na categoria Informação Política com a matéria Arquivos Secretos do SNI. Trabalhou também como assessor de imprensa do governo Carlos Lacerda, e da Secretaria de Segurança do governo Marcelo Alencar.

## Vida pessoal
Pai de duas filhas, era irmão do repórter esportivo Altair Baffa e do repórter fotográfico Alcir Baffa. Faleceu devido a um choque cardiogênico.